# Football League Championship 2014-15
Football League Championship 2014–15 (gọi tắt là Sky Bet Championship vì lý do tài trợ),  là mùa giải thứ 11 của Football League Championship dưới tên gọi hiện tại của giải đấu và mùa thứ 23 theo cơ cấu giải đấu hiện tại của giải đấu này. Mùa giải 2014–15 bắt đầu ngày 8 tháng 8 năm 2014 và kết thúc ngày 2 tháng 5 năm 2015.

## Những thay đổi từ mùa giải trước

### Thay đổi đội bóng
Các đội sau đây đã thay đổi giải đấu kể từ mùa giải 2013-14.

#### Đến Championship
Thăng hạng từ League One
- Wolverhampton Wanderers
- Brentford
- Rotherham United

Xuống hạng từ Premier League
- Norwich City
- Fulham
- Cardiff City

#### Từ Championship
Xuống hạng từ League One
- Doncaster Rovers
- Barnsley
- Yeovil Town

Thăng hạng lên Premier League
- Leicester City
- Burnley
- Queens Park Rangers

### Thay đổi điều lệ
Thay đổi điều lệ bằng cách áp dụng luật công bằng tài chính vào giải đấu dành cho các câu lạc bộ như sau:
- Thua lỗ chấp nhận được 3 triệu bảng Anh trong mùa 2014-15
- Đầu tư vốn cổ phần của cổ đông chấp nhận được 3 triệu bảng Anh trong mùa 2014-15 (giảm từ 5.000.000£ trong mùa 2013-14).
- Xử phạt vì vượt quá các khoản phụ cấp có hiệu lực từ các tài khoản do được đệ trình vào ngày 1 tháng 12 năm 2014 cho mùa giải 2013-14.

## Danh sách các đội bóng

### Sân vận động và địa điểm
| \| Đội bóng \| Sân vận động \| Sức chứa \| \| ----------------------- \| ------------------------- \| -------- \| \| Birmingham City \| St Andrew's \| 30,016 \| \| Blackburn Rovers \| Ewood Park \| 31,154 \| \| Blackpool \| Bloomfield Road \| 17,338 \| \| Bolton Wanderers \| Sân vận động Macron \| 28,100 \| \| Bournemouth \| Dean Court \| 12,000 \| \| Brentford \| Griffin Park \| 12,763 \| \| Brighton & Hove Albion \| Sân vận động Falmer \| 30,750 \| \| Cardiff City \| Sân vận động Cardiff City \| 33,316 \| \| Charlton Athletic \| The Valley \| 27,111 \| \| Derby County \| Sân vận động iPro \| 33,597 \| \| Fulham \| Craven Cottage \| 25,700 \| \| Huddersfield Town \| Sân vận động John Smith's \| 24,500 \| \| Ipswich Town \| Portman Road \| 30,311 \| \| Leeds United \| Elland Road \| 39,460 \| \| Middlesbrough \| Sân vận động Riverside \| 34,742 \| \| Millwall \| The Den \| 20,146 \| \| Norwich City \| Carrow Road \| 27,244 \| \| Nottingham Forest \| City Ground \| 30,576 \| \| Reading \| Sân vận động Madejski \| 24,224 \| \| Rotherham United \| Sân vận động New York \| 12,021 \| \| Sheffield Wednesday \| Hillsborough \| 39,812 \| \| Watford \| Vicarage Road \| 20,877 \| \| Wigan Athletic \| Sân vận động DW \| 25,133 \| \| Wolverhampton Wanderers \| Molineux \| 31,700 \| | Birmingham CityBlackburnBlackpoolBoltonBournemouthBrightonCardiff CityDerby CountyHuddersfieldIpswich TownLeeds UnitedMiddlesbroughNorwich CityNottingham ForestReadingRotherhamSheffield WednesdayWatfordWigan AthleticWolvesLondon Danh sách các đội bóng tham dự Football League Championship 2014–2015 |          |
| Đội bóng | Sân vận động | Sức chứa |
| Birmingham City | St Andrew's | 30,016   |
| Blackburn Rovers | Ewood Park | 31,154   |
| Blackpool | Bloomfield Road | 17,338   |
| Bolton Wanderers | Sân vận động Macron | 28,100   |
| Bournemouth | Dean Court | 12,000   |
| Brentford | Griffin Park | 12,763   |
| Brighton & Hove Albion | Sân vận động Falmer | 30,750   |
| Cardiff City | Sân vận động Cardiff City | 33,316   |
| Charlton Athletic | The Valley | 27,111   |
| Derby County | Sân vận động iPro | 33,597   |
| Fulham | Craven Cottage | 25,700   |
| Huddersfield Town | Sân vận động John Smith's | 24,500   |
| Ipswich Town | Portman Road | 30,311   |
| Leeds United | Elland Road | 39,460   |
| Middlesbrough | Sân vận động Riverside | 34,742   |
| Millwall | The Den | 20,146   |
| Norwich City | Carrow Road | 27,244   |
| Nottingham Forest | City Ground | 30,576   |
| Reading | Sân vận động Madejski | 24,224   |
| Rotherham United | Sân vận động New York | 12,021   |
| Sheffield Wednesday | Hillsborough | 39,812   |
| Watford | Vicarage Road | 20,877   |
| Wigan Athletic | Sân vận động DW | 25,133   |
| Wolverhampton Wanderers | Molineux | 31,700   |

### Nhân sự và tài trợ
| Đội bóng                | Huấn luyện viên   | Nhà sản xuất áo đấu | Nhà tài trợ chính                                                                 |
| ----------------------- | ----------------- | ------------------- | --------------------------------------------------------------------------------- |
| Birmingham City         | Gary Rowett       | Carbrini            | Zapaygo                                                                           |
| Blackburn Rovers        | Gary Bowyer       | Nike                | Zebra Claims Ltd.                                                                 |
| Blackpool               | Lee Clark         | Erreà               | Wonga                                                                             |
| Bolton Wanderers        | Neil Lennon       | Macron              | FibrLec Wix.com (FA Cup Sponsor)                                                  |
| AFC Bournemouth         | Eddie Howe        | Carbrini            | Energy Consulting                                                                 |
| Brentford               | Mark Warburton    | Adidas              | SkyeX                                                                             |
| Brighton & Hove Albion  | Chris Hughton     | Nike                | American Express                                                                  |
| Cardiff City            | Russell Slade     | Cosway Sports       | Malaysia                                                                          |
| Charlton Athletic       | Guy Luzon         | Nike                | University of Greenwich (front) Andrews Sykes (back) Mitsubishi Electric (shorts) |
| Derby County            | Steve McClaren    | Umbro               | JUST EAT                                                                          |
| Fulham                  | Kit Symons        | Adidas              | Marathonbet                                                                       |
| Huddersfield Town       | Chris Powell      | Puma                | Rekorderlig Cider (home) RadianB (away) Cavonia (third)                           |
| Ipswich Town            | Mick McCarthy     | Adidas              | Marcus Evans                                                                      |
| Leeds United            | Neil Redfearn     | Macron              | Enterprise Insurance (front) Help Link Direct (back)                              |
| Middlesbrough           | Aitor Karanka     | Adidas              | Ramsdens                                                                          |
| Millwall                | Neil Harris       | Macron              | Euro Ferries                                                                      |
| Norwich City            | Alex Neil         | Erreà               | Aviva                                                                             |
| Nottingham Forest       | Dougie Freedman   | Adidas              | Fawaz International Refrigeration & Air Conditioning Company                      |
| Reading                 | Steve Clarke      | Puma                | Waitrose (front) Marussia F1 (back)†                                              |
| Rotherham United        | Steve Evans       | Puma                | Parkgate Shopping (home) Shedlands (away) TGB Sheds (third)                       |
| Sheffield Wednesday     | Stuart Gray       | Sondico             | Azerbaijan: Land of Fire                                                          |
| Watford                 | Slaviša Jokanović | Puma                | 138.com (front) Football Manager (back)                                           |
| Wigan Athletic          | Gary Caldwell     | MiFit               | Intersport                                                                        |
| Wolverhampton Wanderers | Kenny Jackett     | Puma                | What House?                                                                       |

† Sau Marussia F1 đổi tên thành Manor F1 trong năm 2015, Reading FC chỉ hiển thị Waitrose tài trợ.

#### Thay đổi huấn luyện viên
| Đội bóng               | Huấn luyện viên đi  | Nguyên nhân       | Ngày rời đi          | Vị trí xếp hạng khi đó | Huấn luyện viên nhận chức | Ngày tiếp nhận            |
| ---------------------- | ------------------- | ----------------- | -------------------- | ---------------------- | ------------------------- | ------------------------- |
| Blackpool              | Barry Ferguson      | Chấm dứt hợp đồng | 9 tháng 5 năm 2014   | Trước mùa giải         | José Riga                 | 11 tháng 6 năm 2014       |
| Brighton & Hove Albion | Óscar García        | Từ bỏ             | 12 tháng 5 năm 2014  | Trước mùa giải         | Sami Hyypiä               | ngày 6 tháng 6 năm 2014   |
| Charlton Athletic      | José Riga           | Chấm dứt hợp đồng | 27 tháng 5 năm 2014  | Trước mùa giải         | Bob Peeters               | 27 tháng 5 năm 2014       |
| Leeds United           | Brian McDermott     | Không thỏa thuận  | 31 tháng 5 năm 2014  | Trước mùa giải         | David Hockaday            | 19 tháng 6 năm 2014       |
| Huddersfield Town      | Mark Robins         | Không thỏa thuận  | 10 tháng 8 năm 2014  | 24                     | Chris Powell              | 3 tháng 9 năm 2014        |
| Leeds United           | David Hockaday      | Sa thải           | 28 tháng 8 năm 2014  | 21st                   | Darko Milanič             | 23 tháng 9 năm 2014       |
| Watford                | Giuseppe Sannino    | Từ bỏ             | 1 tháng 8 năm 2014   | 2nd                    | Óscar García              | 2 tháng 9 năm 2014        |
| Cardiff City           | Ole Gunnar Solskjær | Từ bỏ             | 18 tháng 9 năm 2014  | 17th                   | Russell Slade             | 6 tháng 10 năm 2014       |
| Fulham                 | Felix Magath        | Sa thải           | 18 tháng 9 năm 2014  | 24th                   | Kit Symons                | 29 tháng 10 năm 2014      |
| Watford                | Óscar García        | Từ bỏ vì sức khỏe | 29 tháng 9 năm 2014  | 4th                    | Billy McKinlay            | 29 tháng 9 năm 2014       |
| Bolton Wanderers       | Dougie Freedman     | Không thỏa thuận  | 3 tháng 10 năm 2014  | 23rd                   | Neil Lennon               | 12 tháng 10 năm 2014      |
| Watford                | Billy McKinlay      | Không thỏa thuận  | 7 tháng 10 năm 2014  | 3rd                    | Slaviša Jokanović         | 7 tháng 10 năm 2014       |
| Birmingham City        | Lee Clark           | Sa thải           | 20 tháng 10 năm 2014 | 21st                   | Gary Rowett               | 27 tháng 10 năm 2014      |
| Leeds United           | Darko Milanič       | Sa thải           | 26 tháng 10 năm 2014 | 18th                   | Neil Redfearn             | 1 tháng 11 năm 2014       |
| Blackpool              | José Riga           | Sa thải           | 27 tháng 10 năm 2014 | 24th                   | Lee Clark                 | 30 tháng 10 năm 2014      |
| Wigan Athletic         | Uwe Rösler          | Sa thải           | 13 tháng 11 năm 2014 | 22nd                   | Malky Mackay              | ngày 19 tháng 11 năm 2014 |
| Reading                | Nigel Adkins        | Sa thải           | 15 tháng 12 năm 2014 | 16th                   | Steve Clarke              | 16 tháng 12 năm 2014      |
| Brighton & Hove Albion | Sami Hyypiä         | Từ bỏ             | 22 tháng 12 năm 2014 | 22nd                   | Chris Hughton             | 31 tháng 12 năm 2014      |
| Norwich City           | Neil Adams          | Từ bỏ             | 5 tháng 1 năm 2015   | 7th                    | Alex Neil                 | 9 tháng 1 năm 2015        |
| Charlton Athletic      | Bob Peeters         | Sa thải           | 11 tháng 1 năm 2015  | 14th                   | Guy Luzon                 | 13 tháng 1 năm 2015       |
| Nottingham Forest      | Stuart Pearce       | Sa thải           | 1 tháng 2 năm 2015   | 12th                   | Dougie Freedman           | 1 tháng 2 năm 2015        |
| Millwall               | Ian Holloway        | Sa thải           | 10 tháng 3 năm 2015  | 23rd                   | Neil Harris               | 29 tháng 4 năm 2015       |
| Wigan Athletic         | Malky Mackay        | Sa thải           | 6 tháng 4 năm 2015   | 23rd                   | Gary Caldwell             | 7 tháng 4 năm 2015        |

## Bảng xếp hạng
| VT | Đội                     | ST | T  | H  | B  | BT | BB | HS  | Đ  | Thăng hạng, giành quyền tham dự hoặc xuống hạng |
| -- | ----------------------- | -- | -- | -- | -- | -- | -- | --- | -- | ----------------------------------------------- |
| 1  | Bournemouth (C, P)      | 46 | 26 | 12 | 8  | 98 | 45 | +53 | 90 | Thăng hạng lên Premier League                   |
| 2  | Watford (P)             | 46 | 27 | 8  | 11 | 91 | 50 | +41 | 89 | Thăng hạng lên Premier League                   |
| 3  | Norwich City (O, P)     | 46 | 25 | 11 | 10 | 88 | 48 | +40 | 86 | Vòng tứ kết Championship play-offs              |
| 4  | Middlesbrough           | 46 | 25 | 10 | 11 | 68 | 37 | +31 | 85 | Vòng tứ kết Championship play-offs              |
| 5  | Brentford               | 46 | 23 | 9  | 14 | 78 | 59 | +19 | 78 | Vòng tứ kết Championship play-offs              |
| 6  | Ipswich Town            | 46 | 22 | 12 | 12 | 72 | 54 | +18 | 78 | Vòng tứ kết Championship play-offs              |
| 7  | Wolverhampton Wanderers | 46 | 22 | 12 | 12 | 70 | 56 | +14 | 78 |                                                 |
| 8  | Derby County            | 46 | 21 | 14 | 11 | 85 | 56 | +29 | 77 |                                                 |
| 9  | Blackburn Rovers        | 46 | 17 | 16 | 13 | 66 | 59 | +7  | 67 |                                                 |
| 10 | Birmingham City         | 46 | 16 | 15 | 15 | 54 | 64 | −10 | 63 |                                                 |
| 11 | Cardiff City            | 46 | 16 | 14 | 16 | 57 | 61 | −4  | 62 |                                                 |
| 12 | Charlton Athletic       | 46 | 14 | 18 | 14 | 54 | 60 | −6  | 60 |                                                 |
| 13 | Sheffield Wednesday     | 46 | 14 | 18 | 14 | 43 | 49 | −6  | 60 |                                                 |
| 14 | Nottingham Forest       | 46 | 15 | 14 | 17 | 71 | 69 | +2  | 59 |                                                 |
| 15 | Leeds United            | 46 | 15 | 11 | 20 | 50 | 61 | −11 | 56 |                                                 |
| 16 | Huddersfield Town       | 46 | 13 | 16 | 17 | 58 | 75 | −17 | 55 |                                                 |
| 17 | Fulham                  | 46 | 14 | 10 | 22 | 62 | 83 | −21 | 52 |                                                 |
| 18 | Bolton Wanderers        | 46 | 13 | 12 | 21 | 54 | 67 | −13 | 51 |                                                 |
| 19 | Reading                 | 46 | 13 | 11 | 22 | 48 | 69 | −21 | 50 |                                                 |
| 20 | Brighton & Hove Albion  | 46 | 10 | 17 | 19 | 44 | 54 | −10 | 47 |                                                 |
| 21 | Rotherham United        | 46 | 11 | 16 | 19 | 46 | 67 | −21 | 46 |                                                 |
| 22 | Millwall (R)            | 46 | 9  | 14 | 23 | 42 | 76 | −34 | 41 | Xuống hạng Football League One                  |
| 23 | Wigan Athletic (R)      | 46 | 9  | 12 | 25 | 39 | 64 | −25 | 39 | Xuống hạng Football League One                  |
| 24 | Blackpool (R)           | 46 | 4  | 14 | 28 | 36 | 91 | −55 | 26 | Xuống hạng Football League One                  |

1. ↑  Four teams play for one spot and promotion to Premier League.
2. ↑  Rotherham United bị trừ 3 điểm bởi một trận đấu sử dụng cầu thủ không hợp lệ.[75]

### Đấu loại trực tiếp
|  | Bán kết | Bán kết       | Bán kết       | Bán kết | Bán kết |  |   | Chung kết    | Chung kết | Chung kết |
|  |         |               |               |         |         |  |   |              |           |           |
|  | 3       | Norwich City  | 1             | 3       | 4       |  |   |              |           |           |
|  | 6       | Ipswich Town  | 1             | 1       | 2       |  |   |              |           |           |
|  |         |               |               |         |         |  | 3 | Norwich City | 2         |           |
|  |         | 4             | Middlesbrough | 0       |         |  |   |              |           |           |
|  | 4       | Middlesbrough | 2             | 3       | 5       |  |   |              |           |           |
|  | 5       | Brentford     | 1             | 0       | 1       |  |   |              |           |           |

## Kết quả
| Nhà \ Khách             | BIR | BLB | BLP | BOL | BOU | BRE | B&HA | CAR | CHA | DER | FUL | HUD | IPS | LEE | MID | MIL | NWC | NOT | REA | ROT | SHW | WAT | WIG | WOL |
| ----------------------- | --- | --- | --- | --- | --- | --- | ---- | --- | --- | --- | --- | --- | --- | --- | --- | --- | --- | --- | --- | --- | --- | --- | --- | --- |
| Birmingham City         |     | 2–2 | 1–0 | 0–1 | 0–8 | 1–0 | 1–0  | 0–0 | 1–0 | 0–4 | 1–2 | 1–1 | 2–2 | 1–1 | 1–1 | 0–1 | 0–0 | 2–1 | 6–1 | 2–1 | 0–2 | 2–1 | 3–1 | 2–1 |
| Blackburn Rovers        | 1–0 |     | 1–1 | 1–0 | 3–2 | 2–3 | 0–1  | 1–1 | 2–0 | 2–3 | 2–1 | 0–0 | 3–2 | 2–1 | 0–0 | 2–0 | 1–2 | 3–3 | 3–1 | 2–1 | 1–2 | 2–2 | 3–1 | 0–1 |
| Blackpool               | 1–0 | 1–2 |     | 1–1 | 1–6 | 1–2 | 1–0  | 1–0 | 0–3 | 0–1 | 0–1 | 0–0 | 0–2 | 1–1 | 1–2 | 1–0 | 1–3 | 4–4 | 1–1 | 1–1 | 0–1 | 0–1 | 1–3 | 0–0 |
| Bolton Wanderers        | 0–1 | 2–1 | 1–1 |     | 1–2 | 3–1 | 1–0  | 3–0 | 1–1 | 0–2 | 3–1 | 1–0 | 0–0 | 1–1 | 1–2 | 2–0 | 1–2 | 2–2 | 1–1 | 3–2 | 0–0 | 3–4 | 3–1 | 2–2 |
| Bournemouth             | 4–2 | 0–0 | 4–0 | 3–0 |     | 1–0 | 3–2  | 5–3 | 1–0 | 2–2 | 2–0 | 1–1 | 2–2 | 1–3 | 3–0 | 2–2 | 1–2 | 1–2 | 3–0 | 1–1 | 2–2 | 2–0 | 2–0 | 2–1 |
| Brentford               | 1–1 | 3–1 | 4–0 | 2–2 | 3–1 |     | 3–2  | 1–2 | 1–1 | 2–1 | 2–1 | 4–1 | 2–4 | 2–0 | 0–1 | 2–2 | 0–3 | 2–2 | 3–1 | 1–0 | 0–0 | 1–2 | 3–0 | 4–0 |
| Brighton & Hove Albion  | 4–3 | 1–1 | 0–0 | 2–1 | 0–2 | 0–1 |      | 1–1 | 2–2 | 2–0 | 1–2 | 0–0 | 3–2 | 2–0 | 1–2 | 0–1 | 0–1 | 2–3 | 2–2 | 1–1 | 0–1 | 0–2 | 1–0 | 1–1 |
| Cardiff City            | 2–0 | 1–1 | 3–2 | 0–3 | 1–1 | 2–3 | 0–0  |     | 1–2 | 0–2 | 1–0 | 3–1 | 3–1 | 3–1 | 0–1 | 0–0 | 2–4 | 2–1 | 2–1 | 0–0 | 2–1 | 2–4 | 1–0 | 0–1 |
| Charlton Athletic       | 1–1 | 1–3 | 2–2 | 2–1 | 0–3 | 3–0 | 0–1  | 1–1 |     | 3–2 | 1–1 | 3–0 | 0–1 | 2–1 | 0–0 | 0–0 | 2–3 | 2–1 | 3–2 | 1–1 | 1–1 | 1–0 | 2–1 | 1–1 |
| Derby County            | 2–2 | 2–0 | 4–0 | 4–1 | 2–0 | 1–1 | 3–0  | 2–2 | 2–0 |     | 5–1 | 3–2 | 1–1 | 2–0 | 0–1 | 0–0 | 2–2 | 1–2 | 0–3 | 1–0 | 3–2 | 2–2 | 1–2 | 5–0 |
| Fulham                  | 1–1 | 0–1 | 2–2 | 4–0 | 1–5 | 1–4 | 0–2  | 1–1 | 3–0 | 2–0 |     | 3–1 | 1–2 | 0–3 | 4–3 | 0–1 | 1–0 | 3–2 | 2–1 | 1–1 | 4–0 | 0–5 | 2–2 | 0–1 |
| Huddersfield Town       | 0–1 | 2–2 | 4–2 | 2–1 | 0–4 | 2–1 | 1–1  | 0–0 | 1–1 | 4–4 | 0–2 |     | 2–1 | 1–2 | 1–2 | 2–1 | 2–2 | 3–0 | 3–0 | 0–2 | 0–0 | 3–1 | 0–0 | 1–4 |
| Ipswich Town            | 4–2 | 1–1 | 3–2 | 1–0 | 1–1 | 1–1 | 2–0  | 3–1 | 3–0 | 0–1 | 2–1 | 2–2 |     | 4–1 | 2–0 | 2–0 | 0–1 | 2–1 | 0–1 | 2–0 | 2–1 | 1–0 | 0–0 | 2–1 |
| Leeds United            | 1–1 | 0–3 | 3–1 | 1–0 | 1–0 | 0–1 | 0–2  | 1–2 | 2–2 | 2–0 | 0–1 | 3–0 | 2–1 |     | 1–0 | 1–0 | 0–2 | 0–0 | 0–0 | 0–0 | 1–1 | 2–3 | 0–2 | 1–2 |
| Middlesbrough           | 2–0 | 1–1 | 1–1 | 1–0 | 0–0 | 4–0 | 0–0  | 2–1 | 3–1 | 2–0 | 2–0 | 2–0 | 4–1 | 0–1 |     | 3–0 | 4–0 | 3–0 | 0–1 | 2–0 | 2–3 | 1–1 | 1–0 | 2–1 |
| Millwall                | 1–3 | 2–2 | 2–1 | 0–1 | 0–2 | 2–3 | 0–0  | 1–0 | 2–1 | 3–3 | 0–0 | 1–3 | 1–3 | 2–0 | 1–5 |     | 1–4 | 0–0 | 0–0 | 0–1 | 1–3 | 0–2 | 2–0 | 3–3 |
| Norwich City            | 2–2 | 3–1 | 4–0 | 2–1 | 1–1 | 1–2 | 3–3  | 3–2 | 0–1 | 1–1 | 4–2 | 5–0 | 2–0 | 1–1 | 0–1 | 6–1 |     | 3–1 | 1–2 | 1–1 | 2–0 | 3–0 | 0–1 | 2–0 |
| Nottingham Forest       | 1–3 | 1–3 | 2–0 | 4–1 | 2–1 | 1–3 | 0–0  | 1–2 | 1–1 | 1–1 | 5–3 | 0–1 | 2–2 | 1–1 | 2–1 | 0–1 | 2–1 |     | 4–0 | 2–0 | 0–2 | 1–3 | 3–0 | 1–2 |
| Reading                 | 0–1 | 0–0 | 3–0 | 0–0 | 0–1 | 0–2 | 2–1  | 1–1 | 0–1 | 0–3 | 3–0 | 1–2 | 1–0 | 0–2 | 0–0 | 3–2 | 2–1 | 0–3 |     | 3–0 | 2–0 | 0–1 | 0–1 | 3–3 |
| Rotherham United        | 0–1 | 2–0 | 1–1 | 4–2 | 0–2 | 0–2 | 1–0  | 1–3 | 1–1 | 3–3 | 3–3 | 2–2 | 2–0 | 2–1 | 0–3 | 2–1 | 1–1 | 0–0 | 2–1 |     | 2–3 | 0–2 | 1–2 | 1–0 |
| Sheffield Wednesday     | 0–0 | 1–2 | 1–0 | 1–2 | 0–2 | 1–0 | 0–0  | 1–1 | 1–1 | 0–0 | 1–1 | 1–1 | 1–1 | 1–2 | 2–0 | 1–1 | 0–0 | 0–1 | 1–0 | 0–0 |     | 0–3 | 2–1 | 0–1 |
| Watford                 | 1–0 | 1–0 | 7–2 | 3–0 | 1–1 | 2–1 | 1–1  | 0–1 | 5–0 | 1–2 | 1–0 | 4–2 | 0–1 | 4–1 | 2–0 | 3–1 | 0–3 | 2–2 | 4–1 | 3–0 | 1–1 |     | 2–1 | 0–1 |
| Wigan Athletic          | 4–0 | 1–1 | 1–0 | 1–1 | 1–3 | 0–0 | 2–1  | 0–1 | 0–3 | 0–2 | 3–3 | 0–1 | 1–2 | 0–1 | 1–1 | 0–0 | 0–1 | 0–0 | 2–2 | 1–2 | 0–1 | 0–2 |     | 0–1 |
| Wolverhampton Wanderers | 0–0 | 3–1 | 2–0 | 1–0 | 1–2 | 2–1 | 1–1  | 1–0 | 0–0 | 2–0 | 3–0 | 1–3 | 1–1 | 4–3 | 2–0 | 4–2 | 1–0 | 0–3 | 1–2 | 5–0 | 3–0 | 2–2 | 2–2 |     |

1. ↑  Blackpool/Huddersfield match was abandoned, and was subsequently awarded as a 0-0 draw.[76]

## Tốp ghi bàn
Tính đến ngày 2 tháng 5 năm 2015
| Xếp hạng | Cầu thủ         | Câu lạc bộ       | Số bàn thắng |
| -------- | --------------- | ---------------- | ------------ |
| 1        | Daryl Murphy    | Ipswich Town     | 27           |
| 2        | Troy Deeney     | Watford          | 21           |
| 2        | Jordan Rhodes   | Blackburn Rovers | 21           |
| 4        | Rudy Gestede    | Blackburn Rovers | 20           |
| 4        | Odion Ighalo    | Watford          | 20           |
| 4        | Callum Wilson   | Bournemouth      | 20           |
| 7        | Cameron Jerome  | Norwich City     | 18           |
| 7        | Chris Martin    | Derby County     | 18           |
| 9        | Patrick Bamford | Middlesbrough    | 17           |
| 9        | Ross McCormack  | Fulham           | 17           |

## Ghi 3 bàn
| Cầu thủ            | Đội bóng          | Đối thủ           | Tỷ số | Ngày                 |
| ------------------ | ----------------- | ----------------- | ----- | -------------------- |
| Joe Mason          | Bolton Wanderers  | Rotherham United  | 3–2   | 16 tháng 9 năm 2014  |
| Britt Assombalonga | Nottingham Forest | Fulham            | 5–3   | 17 tháng 9 năm 2014  |
| Marc Pugh          | Bournemouth       | Birmingham City   | 8–0   | 25 tháng 10 năm 2014 |
| Troy Deeney        | Watford           | Fulham            | 5–0   | 5 tháng 12 năm 2014  |
| Jelle Vossen       | Middlesbrough     | Millwall          | 5–1   | 6 tháng 12 năm 2014  |
| Demarai Gray       | Birmingham City   | Reading           | 6–1   | 13 tháng 12 năm 2014 |
| Clayton Donaldson  | Birmingham City   | Wigan Athletic    | 3–1   | 10 tháng 1 năm 2015  |
| Ross McCormack     | Fulham            | Nottingham Forest | 3–2   | 21 tháng 1 năm 2015  |
| Odion Ighalo4      | Watford           | Blackpool         | 7–2   | 24 tháng 1 năm 2015  |
| Gary Hooper        | Norwich City      | Blackpool         | 4–0   | 7 tháng 2 năm 2015   |
| Jon Toral          | Brentford         | Blackpool         | 4–0   | 24 tháng 2 năm 2015  |
| Brett Pitman       | Bournemouth       | Blackpool         | 4–0   | 14 tháng 3 năm 2015  |
| Rudy Gestede       | Blackburn Rovers  | Nottingham Forest | 3–3   | 18 tháng 4 năm 2015  |
| Lee Gregory        | Millwall          | Derby County      | 3–3   | 25 tháng 4 năm 2015  |
| Ross McCormack     | Fulham            | Middlesbrough     | 4–3   | 25 tháng 4 năm 2015  |

4 Cầu thủ ghi 4 bàn thắng

## Giải thưởng tháng
| Tháng    | Huấn luyện viên xuất sắc nhất tháng | Huấn luyện viên xuất sắc nhất tháng | Cầu thủ xuất sắc nhất tháng | Cầu thủ xuất sắc nhất tháng | Ghi chú |
| Tháng    | Huấn luyện viên                     | Câu lạc bộ                          | Cầu thủ                     | Câu lạc bộ                  | Ghi chú |
| -------- | ----------------------------------- | ----------------------------------- | --------------------------- | --------------------------- | ------- |
| Tháng 8  | Kenny Jackett                       | Wolverhampton Wanderers             | Igor Vetokele               | Charlton Athletic           | [ 92 ]  |
| Tháng 9  | Mick McCarthy                       | Ipswich Town                        | Tyrone Mings                | Ipswich Town                | [ 93 ]  |
| Tháng 10 | Eddie Howe                          | Bournemouth                         | Callum Wilson               | Bournemouth                 | [ 94 ]  |
| Tháng 11 | Mark Warburton                      | Brentford                           | Andre Gray                  | Brentford                   | [ 95 ]  |
| Tháng 12 | Eddie Howe                          | Bournemouth                         | Daryl Murphy                | Ipswich Town                | [ 96 ]  |
| Tháng 1  | Aitor Karanka                       | Middlesbrough                       | Lee Tomlin                  | Middlesbrough               | [ 97 ]  |
| Tháng 2  | Alex Neil                           | Norwich City                        | Henri Lansbury              | Nottingham Forest           | [ 98 ]  |
| Tháng 3  | Eddie Howe                          | Bournemouth                         | Troy Deeney                 | Watford                     | [ 99 ]  |
| Tháng 4  | Slaviša Jokanović                   | Watford                             | Tom Ince                    | Derby County                | [ 100 ] |